# Мелеуз
Мелеу́з (баш. МФА: Мәләүезо файле) — город в России, является административным центром Мелеузовского района Республики Башкортостан. Образует муниципальное образование город Мелеуз со статусом город как единственный населённый пункт в его составе.

## Этимология
Название города происходит от гидронима Мелеуз. Вариантов происхождения названия реки Мелеуз существует несколько, наиболее вероятный перевод части этого слова «уз» от древнетюркского «угуз» — в переводе вода, река.

## История
Мелеуз основан во второй половине XVIII века как торговое село на Оренбургском тракте. Условной датой основания местными краеведами считается 1760-е года, с 1780-х гг. поселение Мелеузовский Ям. Но только во второй половине XIX века Мелеуз превращается в село. С 1863 года — село, волостной центр Стерлитамакского уезда.

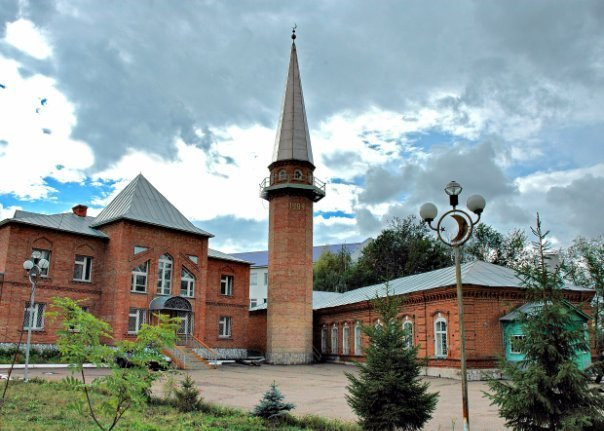
Соборная мечеть г. Мелеуз, построена в 1907 году

Волна Октябрьской революции быстро докатилась до села. В конце 1917 года здесь был образован волостной революционный комитет, в состав которого вошли прибывшие с фронта большевики и местные рабочие. В начале 1918 года город взяли оренбургские белоказаки, но конце 1918 года Смоленский добровольческий полк РККА выбил их из города. Многие мелеузовцы вступили в этот полк и участвовали в дальнейших его продвижениях.

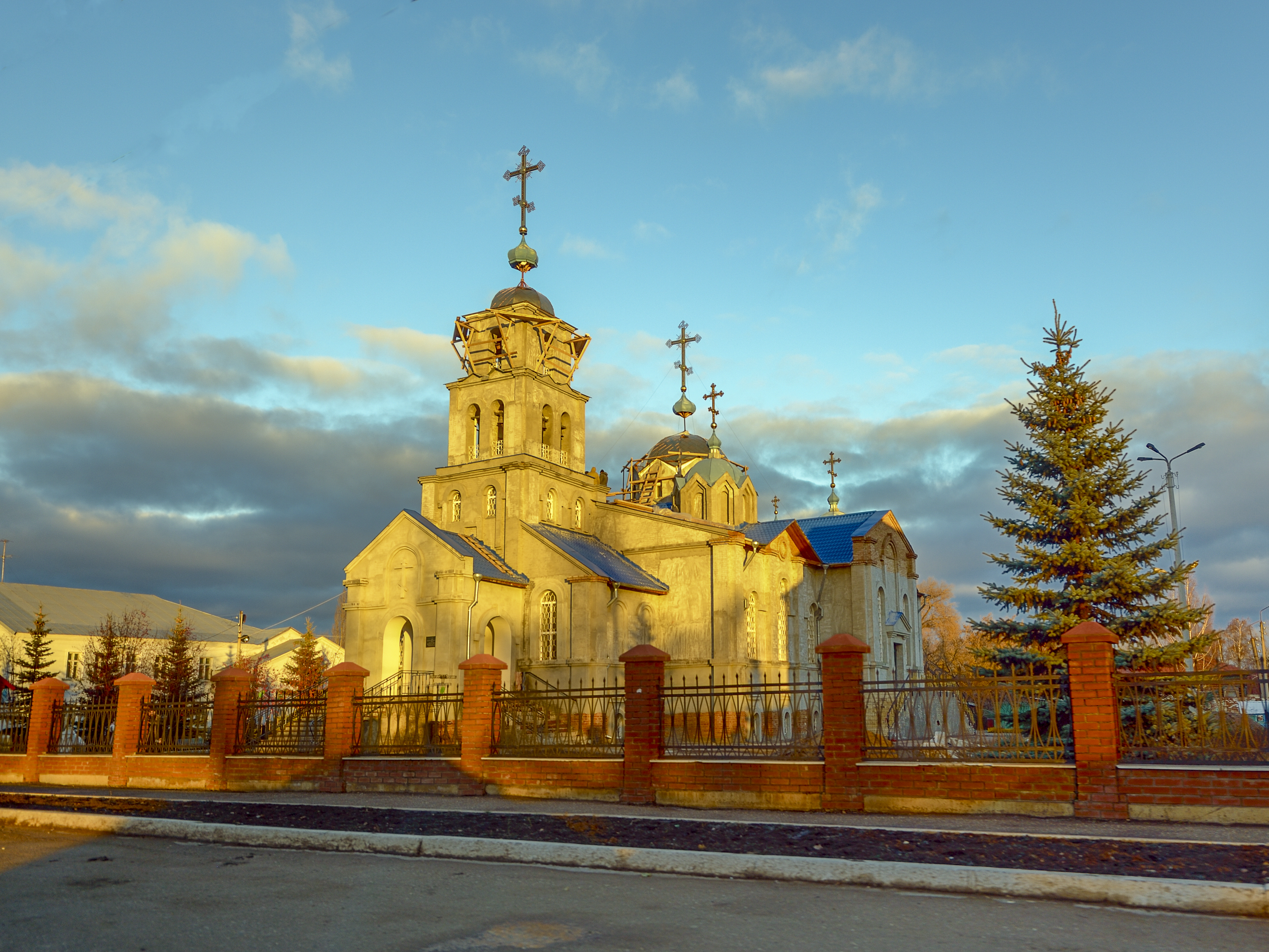
Храм в Мелеузе

После окончания Гражданской войны трудящиеся приступили к восстановлению народного хозяйства. Декретом ВЦИК РСФСР от 18 ноября 1920 года Мелеуз с Мелеузовской волостью передан из Уфимской губернии в Башкирскую республику.
В 1939 году село преобразовано в рабочий посёлок, в этом же году начал работать завод по производству сухого молока.

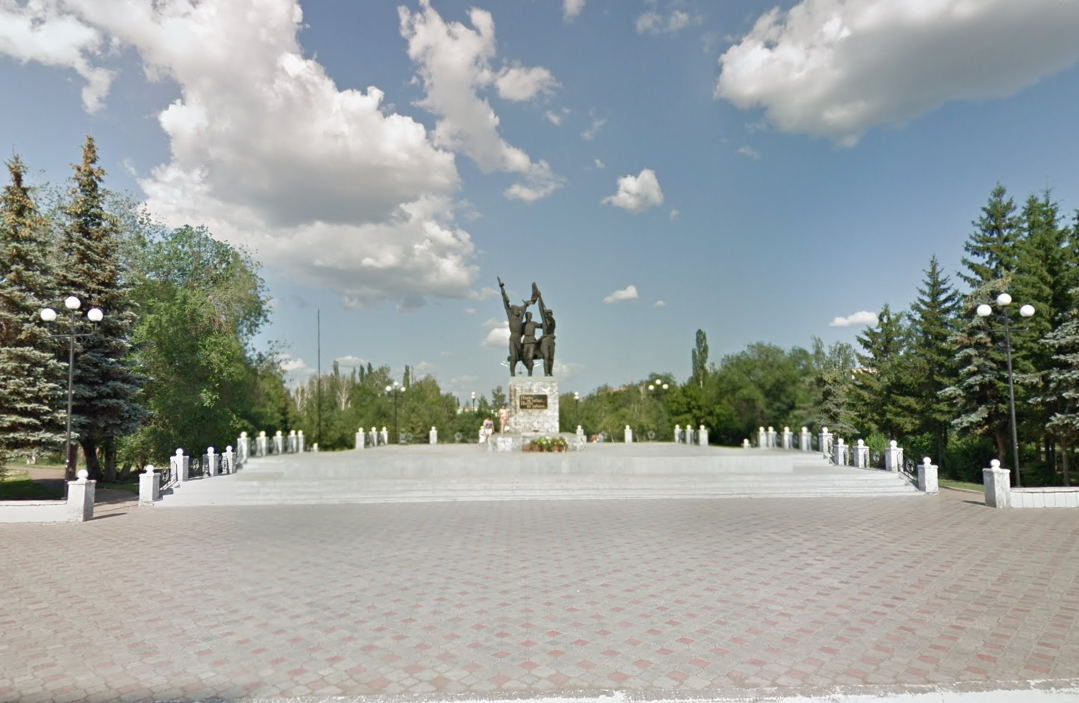
Памятник, посвященный Великой Отечественной войне 1941—1945 гг.

В послевоенные годы было завершено строительство железной дороги от Ишимбая до Кумертау (1947), вошли в строй действующих деревообрабатывающий комбинат (1952), кирпичный завод (1954), завод железобетонных конструкций (1957).
31 июля 1958 года рабочий посёлок Мелеуз стал городом районного подчинения. В 1960 году вошёл в строй сахарный завод. Начало строительства в 1973 году крупного современного предприятия — химического завода, явилось знаменательным событием в истории города, который стал бурно развиваться, превращаясь в индустриальный. Указом Президиума Верховного Совета РСФСР от 24 марта 1977 года Мелеуз был отнесён к категории городов республиканского (АССР) подчинения.
В 1997 году в состав города включена деревня Тугайлы.

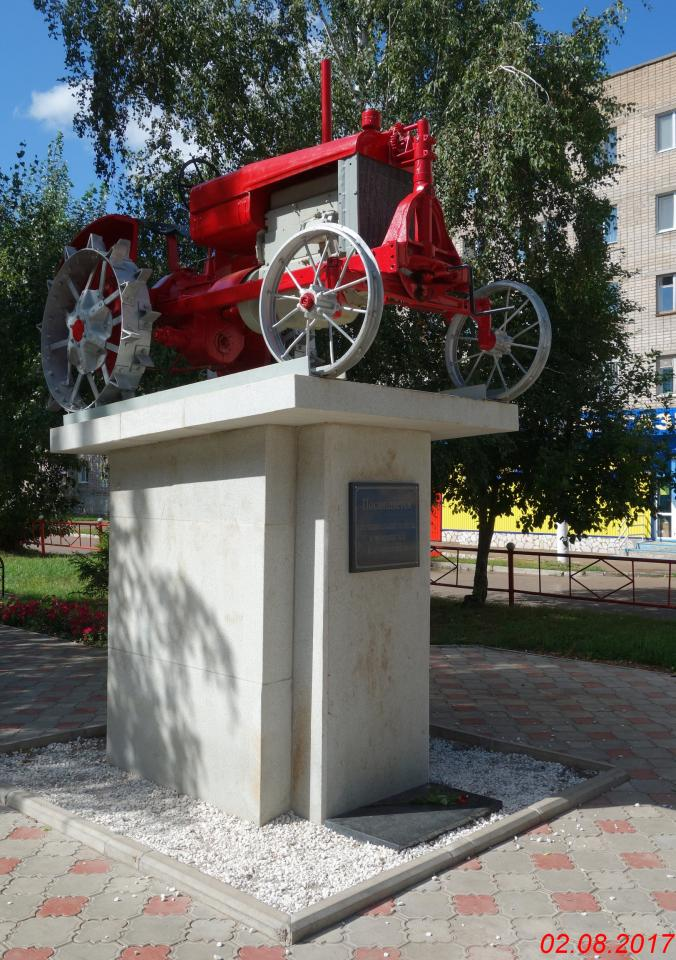
Памятник работникам сельского хозяйства и труженикам тыла

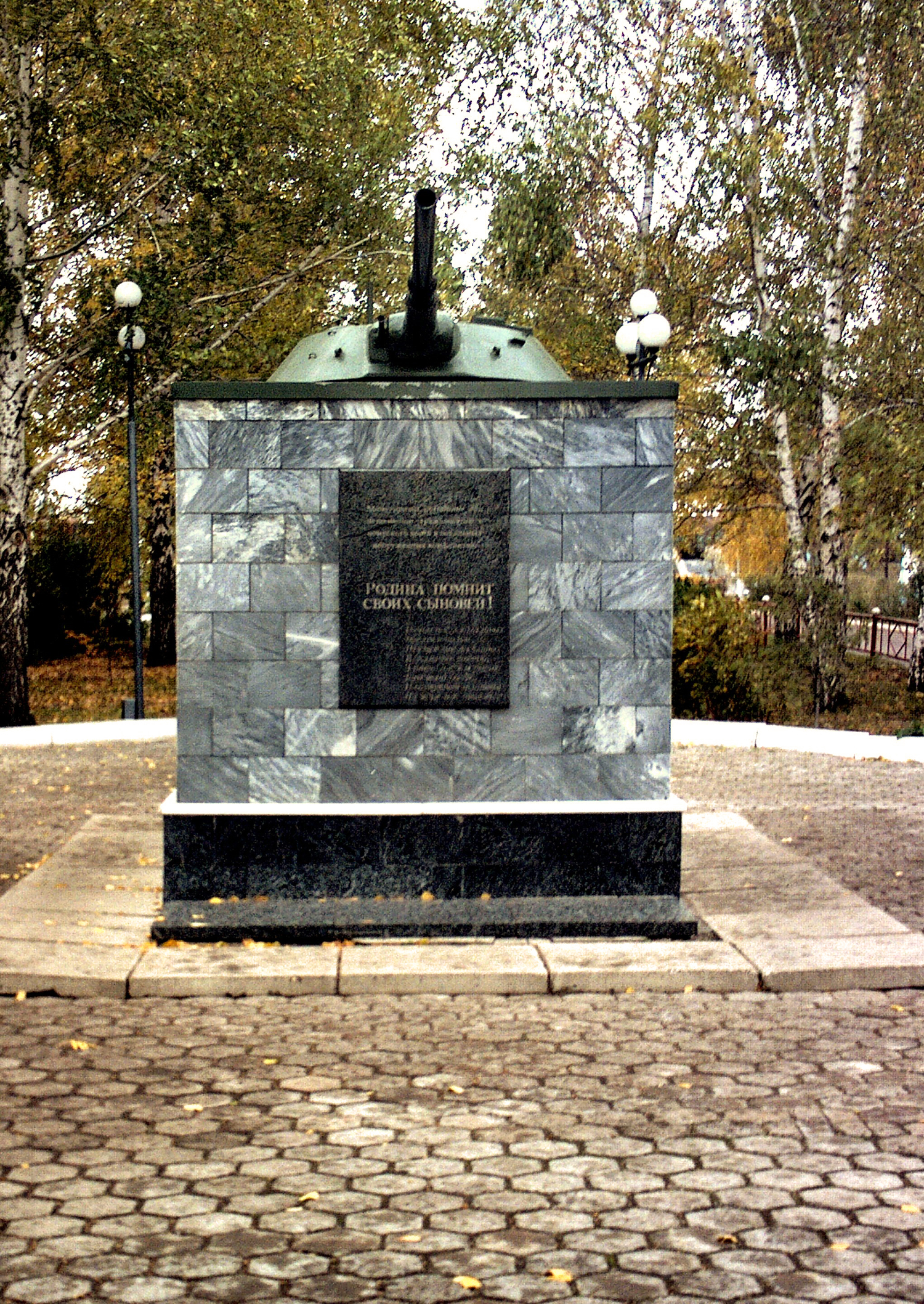
Памятник погибшим при исполнении гражданского и воинского долга

Памятник ветеранам подразделений особого риска

Бюст Гагарина Ю. А.

Памятник Ленину

Памятник участникам афганской войны

## Население
| 1939    | 1959    | 1967    | 1970    | 1979    | 1989    | 1992    | 1996    | 1998    | 2000    |
| ------- | ------- | ------- | ------- | ------- | ------- | ------- | ------- | ------- | ------- |
| 9057    | ↗17 511 | ↗24 000 | ↗24 909 | ↗38 510 | ↗53 120 | ↗56 700 | ↗61 400 | ↗62 300 | ↗62 800 |
| 2001    | 2002    | 2003    | 2005    | 2006    | 2007    | 2008    | 2009    | 2010    | 2011    |
| ↗62 900 | ↗62 949 | ↘62 900 | ↘62 600 | ↘62 300 | ↘62 000 | ↘61 792 | ↘61 624 | ↘61 390 | ↗61 400 |
| 2012    | 2013    | 2014    | 2015    | 2016    | 2017    | 2018    | 2019    | 2020    | 2021    |
| ↘60 532 | ↘60 475 | ↘59 994 | ↘59 446 | ↘59 064 | ↘58 536 | ↘58 004 | ↘57 248 | ↘56 677 | ↘56 505 |
| 2022    | 2023    | 2024    | 2025    |         |         |         |         |         |         |
| ↘55 424 | ↗55 676 | ↘55 174 | ↘54 847 |         |         |         |         |         |         |

На 1 января 2025 года по численности населения город находился на 292-м месте из 1124 городов Российской Федерации.

### Национальный состав
По итогам переписи населения 2020 года проживали следующие национальности (национальности менее 0,1 % и другое см. в сноске к строке «Другие»):
| Национальность | Численность, чел. | Доля     |
| -------------- | ----------------- | -------- |
| Русские        | 28 243            | 49,98 %  |
| Башкиры        | 16 811            | 29,75 %  |
| Татары         | 7771              | 13,75 %  |
| Чуваши         | 1452              | 2,57 %   |
| Украинцы       | 309               | 0,55 %   |
| Армяне         | 161               | 0,28 %   |
| Казахи         | 151               | 0,27 %   |
| Азербайджанцы  | 139               | 0,25 %   |
| Мордва         | 107               | 0,19 %   |
| Узбеки         | 107               | 0,19 %   |
| Чеченцы        | 66                | 0,12 %   |
| Другие         | 1188              | 2,10 %   |
| Итого          | 56 505            | 100,00 % |

Гендерный состав
| Численность населения,человек |                       |                       |                       |                            |                            |
| Численность населения         | Численность населения | Численность населения | Численность населения | Изменения за 2002−2010 гг. | Изменения за 2002−2010 гг. |
| Год переписи                  | 1989                  | 2002                  | 2010                  | человек                    | %                          |
| Всего                         | 53120                 | 62949                 | 61390                 | −1559                      | −2,5                       |
| Мужчин                        | 24958                 | 30104                 | 29586                 | −518                       | −1,7                       |
| Женщин                        | 28162                 | 32845                 | 31804                 | −1041                      | −3,2                       |

### Языковой состав
Согласно Всероссийской переписи населения 2010 года родными языками населения являлись: русский — 58 %, 
башкирский — 26,5 %, татарский — 13,5 %, чувашский — 2,6 %.

## География

### Физико-географическое расположение
Расположен при впадении реки Мелеуз в реку Белую (приток Камы), в 225 км от города Уфы и в 156 км от города Оренбурга.

### Климат
Климат умеренно континентальный, с холодной зимой и жарким летом.
- Среднегодовая температура воздуха: + 4,6 °C;
- Относительная влажность воздуха: 72,0 %;
- Средняя скорость ветра: 3,9 м/с;

### Флора и растительность
Согласно природному районированию Республики Башкортостан г. Мелеуз расположен в Предуральском степном районе преимущественно на левобережье р. Белая. Растительный покров города представлен в основном различными типами рудеральных местообитаний. Относительно небольшой процент от городской территории занимают естественные фитоценозы. Среди подобных участков наиболее распространены ценозы водной, прибрежно-водной, а также лесной растительности поймы р. Белая и её стариц, а также поймы малых рек — Мелеуза и Карана. Участки пойменных лугов практически отсутствуют. Территории, занятые остепнёнными лугами и степями, а также широколиственными неморальными лесами, крайне малы и преимущественно распространены на правобережье р. Белая.
Флора Мелеуза насчитывает 633 вида сосудистых растений из 81 семейства и 354 родов, 165 видов являются адвентивными, из них 14 видов могут быть отнесены к инвазивным видам. Отмечено 10 видов, занесённых в Красные книги РБ и РФ, 10 эндемичных и 3 реликтовых вида, произрастающих на сохранившихся участках естественной растительности.

## Экономика

### Предприятия
На территории города расположены следующие предприятия химической промышленности:
- «Мелеузовские минеральные удобрения» — крупнейшее предприятие города, выпускающая продукцию как для сельского хозяйства: азотные удобрения и фосфогипс, так и для применения в горнодобывающей промышленности (аммиачная селитра);
- «Эколайн» — производство клея и резиновых смесей.

Строительная отрасль представлена следующими предприятиями:  
- Мелеузовский завод ЖБК — одно из старейших предприятий города, производит различную железобетонную продукцию для транспортного, промышленного и гражданского строительства;
- Мелеузовский кирпичный завод — одно из старейших предприятий города, производит керамический кирпич и шлакобетонный камень;
- Мелеузовский деревообрабатывающий комбинат — одно из старейших предприятий города, специализирующееся на изготовлении оконных и дверных блоков из дерева, мебели и погонажных изделий ;
- Мелеузовский завод металлоконструкций — производство оснастки и опалубки для изготовления железобетона;
- Подразделение ПАО «АК ВНЗМ» — ОСП «ММФ ВНЗМ» (предприятие для механомонтажных работ);
- Компания МСД — производство покрасочных камер;
- «Эковата» — монтаж и продажа утеплителя из эковаты;
- Группа строительных фирм Мастер-А — осуществляет строительство различных объектов.

На территории города расположены следующие предприятия пищевой промышленности:
- «Башкирский птицеводческий комплекс имени Мажита Гафури — производство мяса индейки;
- «Мелеузовский молочноконсервный комбинат» — старейшее предприятие города, производящее молочные продукты, в том числе  косметические средства;
- «ПИВЗАВОД» — кроме пива предприятие производит хлебобулочные изделия, бутилированную воду, лимонад и квас. Все напитки производятся под торговой маркой «НУГУШ»;
- Мелеузовский мясокомбинат — производство говяжьего мяса, субпродуктов и полуфабрикатов;
- Мелеузовский сахарный завод — закрыт в 2020 году[27];
- Крупяная компания «Клён» — производство круп и макаронных изделий, а также соленой и копченой рыбы.

В городе есть следующие предприятия, оказывающие жилищно-коммунальные услуги:
- «Мелеузгаз филиал Газ-Сервис» — оказывает услуги в сфере газораспределения;
- «Мелеузовские тепловые сети» — производство и распределение тепловой энергии;
- «Водоканал» — оказывает услуги по снабжению и отведению воды;
- «Системы телекоммуникаций и связи» — оказывает телекоммуникационные услуги;
- «ГИП-Электро» — оказывает услуги в сфере электрораспределения;
- «Экотех-Мелеуз» — оказывает услуги по вывозу мусора.

Торговля представлена следующими предприятиями:
- Мелеузовский филиал ГУП «Баштопсбыт»;
- Торговый Дом «Забота»;
- Торговая сеть «Стройландия»[28];

### Гостиницы
- Отель «Агидель»

## Транспорт
Транспортные услуги предоставляет ГУП «Башавтотранс». Автовокзал расположен на Левонабережной улице (около городского рынка).
Железнодорожный вокзал находится в 31 микрорайоне.

## Дошкольное образовательное учреждение
- МАДОУ Детский сад № 2 «Дельфин»
- МАДОУ Д/с № 3 «Мечта»
- МАДОУ Детский сад № 7 «Кристаллик»
- Детский сад № 8 «Тополёк»
- МАДОУ Д/с № 9 «Берёзка»
- МАДОУ Д/с № 10 «Василёк»
- МАДОУ Д/с № 11 «Ромашка»
- МАДОУ Детский сад № 12 «Малышок»
- МАДОУ Башкирский д/с № 15 «Гузель»
- МАДОУ Д/с № 16 «Рябинка»
- МАДОУ Детский сад № 17 «Шатлык»
- МАДОУ Д/с № 19 «Сулпан»
- МАДОУ Д/с № 21 «Золушка»
- Детский сад № 22 «Лесная сказка»
- Детский сад № 23 «Росинка»
- МАДОУ комбинированного вида Д/с № 24 «Теремок»
- МАДОУ д/с № 25 «Чайка»

## Образование
- Филиал Московского государственного университета технологий и управления им. К. Г. Разумовского
- ЦОД Мелеуз Академии ВЭГУ
- Филиал Уфимского политехнического техникума
- Мелеузовский многопрофильный профессиональный колледж
- Мелеузовский индустриальный колледж
- Профессиональное училище № 137 при ФКУ «ИК-7 УФСИН России по РБ»
- Профессиональное училище № 139
- Башкирский республиканский учебно-курсовой комбинат (БРУКК), филиал ГУП «Башавтотранс» РБ в г. Мелеузе
- Детская школа искусств
- Дом детско-юношеского творчества
- Лицей № 6
- Гимназия № 1
- Гимназия № 3
- Башкирская гимназия № 9
- Средняя общеобразовательная школа № 1
- Средняя общеобразовательная школа № 4
- Средняя общеобразовательная школа № 5
- Средняя общеобразовательная школа № 7
- Средняя общеобразовательная школа № 8

## Культура
- Городской дворец культуры
- Дворец детского (юношеского) творчества
- Культурно-досуговый центр, включает в себя 47 сельских домов культуры.
- Кинотеатр «Октябрь» (закрыт)
- С 1977 года в Мелеузе работает историко-краеведческий музей. Он занимает бывший дом пионеров. В его экспозиции более 800 экспонатов.
- Дворец культуры "Сахарников" (разрушен и закрыт)
- Скульптура "Мелеузовская красавица" ( "Мәләүез гүзәле").Монумент с всадницей в стилизованном башкирском национальном костюме. В одной руке у нее красуется беркут.

## Спорт
- Детско-юношеская спортивная школа (ДЮСШ);
- Стадион «Мелеуз»
- КСК «Тулпар»;
- Спортивно-культурный комплекс «Дворец спорта»;
- Лыжная трасса «Здоровье»;
- Фитнес центр «Элит форм»;
- Дельтапланерный клуб «Апогей»;
- Спортивный подростковый клуб «Батыр»;
- МУ «Атлетический клуб Вита»;
- Шахматно-шашечный клуб «Дебют»;
- Детский подростковый клуб «Чайка» (виды спорта: эстетическая гимнастика, каратэ)
- ДПСК «Спартаковец» — Каратэ

## Средства массовой информации
- ООО «Сатурн» — Мелеузовское телевидение;
- Газета «Путь Октября».
- Городской телеканал "UTV" АО "Уфанет"

## Радиостанции
- 67,04 МГц — Радио России / ГТРК Башкортостан (Салават), в этом диапазоне нет вещания;
- 95,4 МГц — Авторадио
- 96,3 МГц — Радио Юлдаш
- 97,2 МГц — Спутник FM
- 98,3 МГц — Дорожное радио
- 99,0 МГц — Comedy Radio (Кумертау)
- 99,6 МГц — Радио Шансон
- 100,2 МГц — Радио Актан (Кумертау)
- 100,6 МГц — Русское радио (Кумертау)
- 101,1 МГц — DFM
- 101,9 МГц — Спутник FM (Стерлитамак)
- 102,5 МГц — Радио Арис (Кумертау)
- 103,3 МГц — М-Радио (Салават) вещание не производится несколько лет.
- 103,8 МГц — Радио Юлдаш (Стерлитамак)
- 105,1 МГц — Радио Юлдаш (Кумертау)
- 106,7 МГц — Радио Маяк (Стерлитамак); более верно 99,9 МГц.
- 107,1 МГц — Спутник FM (Кумертау)

## Религия
Православные храмы:
- Церковь Казанской иконы Божией Матери

Мечети:
- Мечеть - памятник истории и архитектуры

## Парки и памятники
- Парк культуры и отдыха «Слава». Между улицами Первомайской и 50 лет ВЛКСМ находится парк Славы. Здесь есть летние ларьки с мороженым, музей, дом детско-юношеского творчества (ДДЮТ) , детско-юношеская спортивная школа, ТЦ Космос, спортивная площадка.
- Парк им. Гагарина. С севера он ограничен Парковой улицей, а с юга — речкой Каран.
- Мемориальный комплекс с Вечным огнём «Борцам революции за Советскую власть».
- Площадь. В центре Мелеуза есть площадь, но на картах она обозначена просто как улица Воровского. Здесь расположены администрация муниципального района Мелеузовский район, администрация городского поселения город Мелеуз, редакции газет, почтовое отделение и узел связи, банк, филиал центра содействия трудовой занятости молодёжи, памятник В. И. Ленину. Фасад городского дома культуры также выходит смотрит на площадь. За зданием администрации протекает река Мелеуз. Здесь проводится большинство крупных городских мероприятий. Зимой на площади устанавливают городскую ёлку и сооружают зимний городок с ледяными скульптурами и аттракционами.
- Монумент Славы. Памятник воинам, павшим в годы Великой Отечественной войны 1941—1945 гг. Скульптор В. Липатов, архитектор Н. Хакимов. Установлен в парке «Слава» со стороны улицы Ленина. Возле памятника горит Вечный огонь.
- Памятник погибшим при исполнении воинского долга в локальных вооружённых конфликтах.
- Памятник воинам-интернационалистам.